# Saint-Aubin-de-Terregatte
Saint-Aubin-de-Terregatte är en kommun i departementet Manche i regionen Normandie i norra Frankrike. Kommunen ligger i kantonen Saint-James som tillhör arrondissementet Avranches. År 2022 hade Saint-Aubin-de-Terregatte 651 invånare.

## Befolkningsutveckling
Antalet invånare i kommunen Saint-Aubin-de-Terregatte
| Referens: INSEE |